# Bernhard Sickert
Bernhard Sickert (* 1862 in München; † 2. August 1932 in Jordans, Buckinghamshire) war ein britischer Maler, Radierer und Grafiker.

## Leben und Wirken
Sickert war der Enkel von Johann Jürgen Sickert, Sohn von Oswald Sickert sowie der jüngere Bruder von Walter Sickert. In München geboren, zog er 1868 mit seiner Familie nach England. Nachdem er mehrere Arbeitsstellen erfolglos durchlaufen hatte, wurde ihm aufgrund seiner schwachen Gesundheit gestattet, ab 1885 nur noch als Künstler tätig zu sein. Drei Jahre darauf wurde er Mitglied des New English Art Club. Er stellte 1889 mit den Londoner Impressionisten aus. Mit seinem Bruder Walter bereiste er Holland, Italien und Frankreich, häufig hielten sie sich in Dieppe auf. Sie stellten ihre Werke mehrmals gemeinsam aus, beginnend 1895 in der Dutch Gallery. 1911/12 nahm Sickert an Ausstellungen der Allied Artists’ Association teil. Von 1914 bis 1918 arbeitete er als Pfleger in einem Krankenhaus. Er starb nach langer Krankheit in dem Dorf Jordans in Buckinghamshire, England.
Sickert malte insbesondere Landschaftsmotive und Stillleben. Sein Malstil wurde durch seinen Vater und James McNeill Whistler beeinflusst. Über Whistler verfasste er 1908 eine Biografie.

## Schriften
- Whistler. Duckworth & Co, London 1908 (archive.org).